# Гаймарівка
Гайма́рівка — село в Україні, у Кобеляцькій міській громаді Полтавського району Полтавської області. Населення становить 35 осіб.

## Географія
Село Гаймарівка знаходиться за 5 км від лівого берега річки Ворскла, за 1 км від села Василівка. До села примикає велике болото з сильно зарослими озерами.

## Історія
12 червня 2020 року, відповідно до розпорядження Кабінету Міністрів України № 721-р «Про визначення адміністративних центрів та затвердження територій територіальних громад Полтавської області», село увійшло до складу Кобеляцької міської громади.
19 липня 2020 року, в результаті адміністративно - територіальної реформи та ліквідації Кобеляцького району, село увійшло до складу новоутвореного Полтавського району Полтавської області.